# Krakatoa
Vous lisez un « article de qualité » labellisé en 2008.
« Krakatau » redirige ici. Pour les autres significations, voir Krakatau (homonymie).
Pour les articles homonymes, voir Krakatoa (homonymie).
Le Krakatoa, Krakatau ou Gunung Krakatau en indonésien et en javanais, est un volcan de subduction du détroit de la Sonde, entre Sumatra et Java (Indonésie), dont les éruptions sont à forte dominante explosive. Sa géographie a été bouleversée au moins à deux reprises, au cours des deux grandes éruptions des années 416 ou 535 et 1883. Depuis 1883, il affleure en un archipel de quatre îles principales. L'archipel accueille une vie animale et végétale riche, notamment grâce au climat tropical dont il bénéficie. Il fait partie du parc national d'Ujung Kulon, classé au patrimoine mondial de l'humanité par l'UNESCO.
Le volcan est surtout connu pour son explosion du 27 août 1883, une des plus violentes de mémoire humaine, qui tua plusieurs dizaines de milliers de personnes et provoqua un tsunami qui ravagea plusieurs côtes. Les effets de cette éruption explosive furent perceptibles jusqu'en Europe, peu après la catastrophe avec l'effet de l'onde de choc sur le niveau des mers, puis avec une nébulosité particulière due aux cendres en suspension dans l'atmosphère, qui dura plusieurs années. Cette catastrophe a aussi grandement inspiré la littérature, le cinéma, la télévision et la musique.
Au XXe siècle, le volcan donne naissance à une nouvelle île, l'Anak Krakatau (« enfant du Krakatoa »), offrant un terrain d'études à de nombreux scientifiques. Le site du volcan est toujours actif. Le 22 décembre 2018, une éruption qui réduit la hauteur de l'Anak Krakatau des deux tiers provoque un tsunami meurtrier sur les littoraux du détroit de la Sonde.

## Toponymie et étymologie
La mention la plus ancienne du Krakatoa en Occident est présente au XVIe siècle, sur une carte de Lucas Janszoon Waghenaer qui appelle l'île Pulo Carcata. Pulo est une variante de pulau, le mot indonésien pour « île ». En 1708, une autre carte fait mention de Karata.
Aujourd'hui, deux orthographes sont acceptées : Krakatoa et Krakatau. La première est notamment commune en anglais et en français. L'orthographe Krakatau, écrite aussi Krakatao en vieux portugais, est utilisée par les Indonésiens et les géologues. L'origine de cette différenciation n'est pas claire, elle pourrait être le résultat d'une erreur typographique produite par une source britannique relatant l'éruption volcanique massive de 1883.
Il existe quatre théories sur l'origine du nom Krakatau. Selon la première, peu probable, rapportée par le jésuite français Guy Tachard, il proviendrait d'une onomatopée imitant le son du cacatoès, qui était présent sur l'île et audible depuis le haut des mâts des bateaux. Selon la deuxième, la plus crédible, il serait issu du sanskrit karka ou karkata ou encore karkataka signifiant « homard » ou « crabe »,,, ou bien de ’krakača signifiant « scie » ou « épée ». Selon la troisième théorie, il viendrait du malais kelakatu signifiant « fourmi à ailes blanches ». La dernière théorie jugée sérieuse affirme que Krakatoa signifierait « mont silencieux ». L'histoire selon laquelle le nom proviendrait d'une déformation linguistique de Kaga tau signifiant en langage familier betawi « je ne sais pas », réponse qu'aurait obtenue un capitaine de navire en demandant à un autochtone le nom de l'île, est largement reconnue comme fantaisiste.

## Géographie

### Situation

Situation de l'archipel du Krakatoa dans le détroit de la Sonde en Indonésie.

Les îles formées par le Krakatoa sont situées au milieu du détroit de la Sonde, à mi-distance entre les côtes de Sumatra au nord-ouest et de Java au sud-est, en Indonésie. Le littoral le plus proche, près de la ville de Serang, se trouve à 42 kilomètres à l'est et la capitale Jakarta à 160 kilomètres dans la même direction. Administrativement, l'archipel dépend de la province de Lampung sur Sumatra.

### Topographie
Avant 1883, l'archipel du Krakatoa consiste en trois îles principales : Lang (« longue » en néerlandais) au nord-est, Verlaten (« abandonnée » ou « déserte ») au nord-ouest – qui témoignent toutes deux de l'existence d'une ancienne et très large caldeira dont elles forment une partie du bord – et l'île volcanique Krakatoa, la plus grande, au sud, d'une longueur de neuf kilomètres et d'une largeur de cinq. Il existe également un îlet couvert d'arbres nommé Poolsche Hoed (« chapeau polonais », en raison de sa forme) à quelques centaines de mètres de Lang, et des rochers ou des bancs de sable entre les îles. C'est sur Krakatoa que se situent trois cônes volcaniques : Rakata (813 mètres d'altitude) au sud, Danan (445 mètres, probablement un volcan double) au centre et Perboewatan ou Perbuatan (122 mètres) au nord.

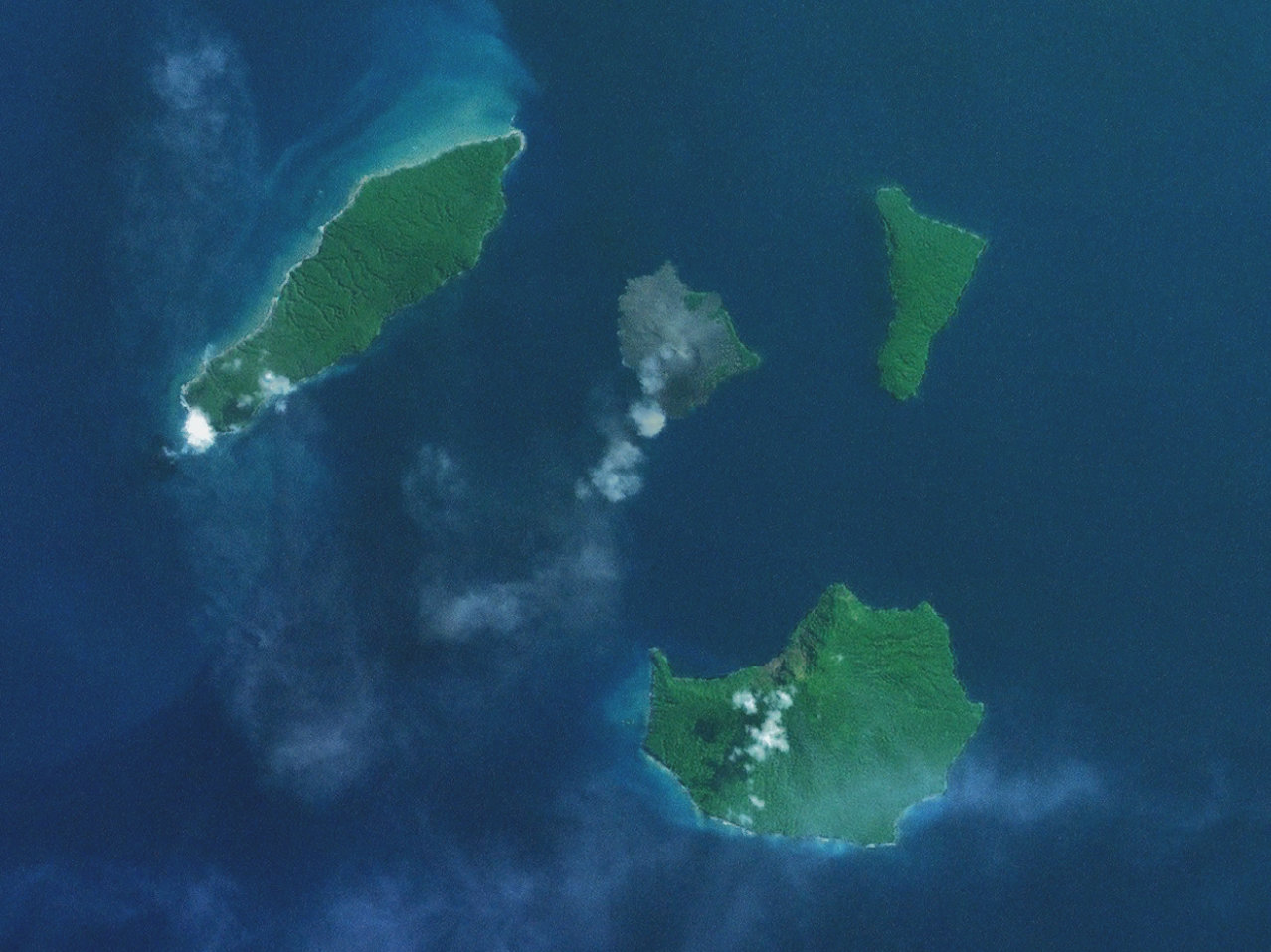
Vue satellite de l'archipel de Krakatoa en 2001.

Après l'éruption de 1883, la topographie est partiellement bouleversée. Lang est l'île qui a subi le moins de changements, la superficie qu'elle a gagnée par les dépôts de cendres et d'éjectas étant rapidement réduite par l'action érosive de la mer. Elle a depuis pris le nom de Krakatau-Ketjil ou Panjang. Verlaten a subi quelques dégâts au sud-est, sur le versant faisant face à l'explosion, mais a surtout triplé de superficie pour la même raison que Lang. À son extrémité nord-est, un cordon littoral se forme, avec un petit lac d'eau saumâtre au bout, mais il est progressivement détruit par les vagues. Verlaten a depuis été renommée Sertung. Poolsche Hoed a totalement disparu. Enfin, l'île de Krakatau a été en grande partie soufflée par l'explosion. Il ne reste que sa partie méridionale, avec le cône de Rakata qui perd dix mètres de hauteur et un volume important au nord, mais reste le point culminant de l'archipel avec 813 mètres d'altitude. De Danan, il ne reste qu'un minuscule îlet rocheux nommé Bootsmansrots (le « rocher du bosco »). L'endroit précis où se situait Perboewatan se trouve désormais immergé à 550 mètres de profondeur. En 1927, lors d'une nouvelle éruption, Anak Krakatau (l'« enfant de Krakatoa ») émerge au centre des trois îles principales, et gagne rapidement sur la mer en raison de la quantité et de la vitesse d'émission des cendres et des ponces pour se stabiliser en août 1930. Son altitude a dépassé 300 mètres en 1999 et a continué à croître jusqu'au 22 décembre 2018 : ce jour-là, l'éruption commencée en juin a causé l'effondrement de son flanc, ce qui lui a fait perdre les deux tiers de sa hauteur, laquelle est passée de 338 à 110 m.

### Géologie
Le Krakatoa se trouve à 140 kilomètres au nord-est de la tranchée de la zone de subduction de la plaque australienne sous la plaque eurasienne et plus particulièrement celle de la Sonde, à l'endroit où la limite entre les deux plaques effectue un brusque changement de direction, probablement en raison d'une épaisseur inhabituellement faible de la croûte dans la région et à la jonction entre deux failles. Le volcan, compris dans la ceinture de feu du Pacifique, se situe approximativement à 120 kilomètres au-dessus du plan de Wadati-Benioff.

Évolution de la topographie du site du Krakatoa : conséquences des phases éruptives.

L'étude stratigraphique du Krakatoa révèle cinq phases éruptives. La première phase correspond à la formation du Krakatoa préhistorique, constitué d'un cône unique et se caractérise par deux coulées de lave et des dépôts de ponces observables de nos jours à Sertung et Panjang, ainsi que sur le cône de Rakata uniquement pour la coulée la plus récente. La deuxième phase est un épisode destructif lié à l'éruption de 535, qui a vu la formation d'une nuée ardente et des chutes d'éjectas, avec des ignimbrites dans les couches basses de dépôts correspondant à des matériaux lourds et des cendres plus légères par-dessus. La troisième phase démarre avec la formation sur l'île volcanique de Krakatoa des cônes de Rakata, Danan et Perboewatan dont les seuls vestiges se situent sur le premier : une succession de laves andésitiques et basaltiques et de dépôts d'éjectas comprenant des scories, des lapillis et des cendres. La quatrième phase est un second épisode destructif, lié à l'éruption de 1883, qui n'a laissé de l'île de Krakatoa que le cône éventré du Rakata et des dépôts principalement constitués de ponces contenant de l'obsidienne et de cendres avec une distribution grossière sur Sertung et Panjang et le versant externe de Rakata. La cinquième et dernière phase correspond à la formation de l'Anak Krakatau.
L'éruption de 1883 qui a éventré en partie le cône de Rakata a mis à nu un pan du dyke qui comblait l'ancienne cheminée volcanique. De la même façon, Bootsmansrots est une petite plate-forme rocheuse composée de plaques parallèles inclinées à 45° par rapport à la surface de la mer, reliquats d'un dyke autrefois inclus dans les flancs du Danan. Les versants externes des îles de Sertung et de Panjang, et dans une moindre mesure de Krakatau (ou Rakata), gardent les traces du relief de la caldeira que formait le volcan avant 535, avec de nombreuses ravines et crêtes, partiellement enfouies sous les dépôts de l'explosion de 1883. L'Anak Krakatau est constitué de deux cônes emboîtés, le plus récent ayant presque entièrement recouvert l'ancien cône dont le rebord nord-est culmine à 156 mètres d'altitude. Ses laves ont la particularité de s'épancher dans toutes les directions, et certaines ont significativement accru la superficie de l'île.
Les minéraux primaires qui composent aussi bien la lave que les bombes volcaniques du jeune Anak Krakatau sont constituées d'augite, d'hypersthène, de plagioclase et parfois de petits grains d'olivine. La plupart de ces cristaux se trouvent majoritairement sous forme de phénocristaux mais aussi sous forme de microlithes et de micro-granules.

### Climat
Le climat sur l'archipel du Krakatoa est de type tropical, avec un fort taux d'humidité mais une saison relativement sèche de mai à octobre, avec un creux de précipitations en août, alors que le pic se situe en janvier avec plus de 300 mm d'eau. Les températures se situent généralement entre 25 et 32 °C.
| Mois                         | Janv | Fév | Mars | Avr | Mai | Juin | Juil | Août | Sept | Oct | Nov | Déc | Année |
| ---------------------------- | ---- | --- | ---- | --- | --- | ---- | ---- | ---- | ---- | --- | --- | --- | ----- |
| Températures moyennes (°C)   | 27   | 27  | 27   | 28  | 28  | 28   | 27   | 27   | 28   | 28  | 28  | 27  | 27,5  |
| Précipitations moyennes (mm) | 350  | 200 | 200  | 80  | 100 | 50   | 40   | 30   | 40   | 100 | 125 | 200 | 1 515 |

### Faune et flore
Avant l'éruption de 1883, l'archipel est couvert d'une végétation luxuriante typique des régions tropicales humides mais l'événement détruit probablement toute forme de vie. Toutefois, la vie refait rapidement son apparition sur les îles avec la croissance d'arbres et d'arbustes, probablement transportés sous forme de graines par les courants marins ou relâchés dans les fientes d'oiseaux, si bien qu'en 1886 30 espèces de plantes sont déjà inventoriées et, en 1920, 300 espèces végétales et 600 espèces animales. Mais en 1953, un nouveau regain d'activité volcanique détruit 90 % de la végétation de Sertung et Panjang.

Carte de la répartition végétale du Krakatoa en 1992.

Aujourd'hui, une véritable forêt tropicale s'est implantée sur les trois îles principales, avec pas moins de 400 espèces de plantes, 54 de papillons, 30 d'oiseaux, 17 de chauves-souris, 9 de reptiles et de nombreux insectes. Les crêtes de Sertung sont couvertes du genre Timonius alors que Terminalia pousse sur les pentes plus basses et que Casuarina est présent uniquement sur le versant nord et Dysoxylum sur le versant sud-est. Panjang est presque intégralement couverte de ce dernier, mais on trouve également Casuarina au sud-ouest et Ficus nervosa subsp. pubinervis sur la côte est. Les crêtes et le versant sud-est du demi-cône de Rakata sont couvertes de Neonauclea et de Ficus sur lesquels se développent des mousses au-delà de 550 mètres d'altitude, ainsi que des buissons d'une espèce de Schefflera, alors que Casuarina pousse dans les restes de l'ancien cratère et que la sous-espèce Ficus nervosa subsp. pubinervis est présente tout autour du littoral. Sur l'Anak Krakatau, le milieu reste à la merci des éruptions et des coulées de lave, comme entre 1972 et 1975, 1979 et 1980, ainsi qu'au milieu des années 1990, et la végétation de Casuarina a été gravement affectée. De plus, la présence récurrente de gaz toxiques et la chaleur du sol autour du cratère, ainsi que le manque d'eau dans les pentes supérieures fortement inclinées et excessivement drainées, empêchent pratiquement toute colonisation végétale en dehors de la frange littorale. Là, on trouve quelques badamiers, cocotiers et ipomées pied-de-chèvre dont les graines, apportées par la mer, s'implantent sur des sols pas encore colonisés.
La colonisation relativement rapide par les plantes est due à deux facteurs : le climat tropical et la richesse des sols. Les espèces s'installent plus facilement sur les cendres que sur les coulées de lave, ce contraste étant clairement visible sur l'Anak Krakatau. Ces deux facteurs réunis font que la colonisation est plus rapide qu'à Surtsey ou au mont Saint Helens d'une part et qu'à Hawaï d'autre part, et que la végétation ne respecte pas nécessairement l'ordre généralement établi, à savoir herbes, fougères et broussailles puis arbres, mais se fait de façon plus erratique. Ainsi les insectes trouvent une source de nourriture, suivis par les oiseaux et les chauve-souris qui participent à la dispersion des fruits et accélèrent le processus.

## Histoire

### Éruption en 416 ou en 535
La date de la première éruption historiquement documentée pour le Krakatau est débattue. Elle est en général datée de 416, mais la date de 535 est parfois proposée. Le Pararaton ou « Livre des Rois », une chronique javanaise écrite au XVIe siècle, relate qu'en l'année 338 de l'ère Saka, soit 416 du calendrier grégorien :

« Un son tonitruant était entendu depuis la montagne Batuwara... un bruit similaire depuis Kapi... la terre entière était puissamment secouée et de violents éclairs, accompagnés d'une lourde pluie et d'orages, se déroulaient, mais non seulement cette lourde pluie n'éteignait pas le feu sur la montagne Kapi, mais au contraire l'augmentait ; le bruit était effrayant, finalement la montagne Kapi dans un formidable rugissement explosa en morceaux et coula dans les profondeurs de la terre. L'eau de la mer remonta et inonda la côte, la région à l'est de la montagne Batuwara, jusqu'à la montagne Raja Basa ; les habitants de la partie nord du pays de la Sonde vers la montagne Raja Basa ont été noyés et emportés avec tous leurs biens. L'eau s'apaisa mais la région où se situait Kapi fut remplacée par la mer, et Java et Sumatra furent séparées en deux parties. »

— Pararaton
On estime le plus souvent aujourd’hui que cette éruption avait une puissance d’environ 400 mégatonnes de TNT (soit 20 000 fois la puissance de la bombe d’Hiroshima). Elle détruisit le cône volcanique ouvrant une caldeira de 7 km de large et laissant les trois îles de Krakatau, Verlaten et Lang (Rakata, Panjang et Sertung). Cette éruption entraîna sans doute des tsunamis. On ignore toutefois les destructions qu’ils purent causer,. Si ce scénario et cette datation sont aujourd’hui encore les plus souvent retenus, David Keys, correspondant en archéologie pour le quotidien britannique The Independent, et Ken Wohletz, géologue au Los Alamos National Laboratory, ont proposé une date plus tardive et un scénario différent, impliquant une éruption bien plus puissante et aux conséquences historiques déterminantes,. Pour Keys et Wohletz il se pourrait que le récit du Pararaton, dont les premiers manuscrits ont été écrits à la fin du XVe siècle, contienne une erreur de date et se rapporte en fait à une éruption qu’il faudrait placer en février 535 de l'ère chrétienne. Selon Wohletz un volcan, le proto-krakatau, occupait alors l’actuel détroit de la Sonde. C’est au cours d’une immense éruption, correspondant à l’éjection de 200 km3 de magma qu’il aurait laissé une caldeira de 50 km de diamètre, l’actuel détroit séparant les deux îles de Java et Sumatra. La perturbation atmosphérique résultant de cette éruption expliquerait les anomalies climatiques bien attestées dans plusieurs endroits de la planète vers 535 : les changements climatiques de 535-536. Selon Keys, les retombées de l'éruption auraient obscurci la totalité de la Terre durant au moins deux ans à partir de cette date. Cette éruption aurait rejeté une telle quantité de poussière, d'eau, de soufre et de gaz dans la stratosphère qu'un hiver volcanique aurait régné sur notre planète pendant plusieurs années,. Le fait est que les sources anciennes, ainsi que les mesures dendrochronologiques attestent de perturbations météorologiques et climatiques, qui peuvent correspondre aux effets d'une puissante éruption volcanique, sans toutefois nécessairement posséder un caractère exceptionnel. Ce nuage volcanique aurait bloqué les rayons du soleil, causant de mauvaises récoltes et conduisant à la famine. Elle aurait entraîné, selon certaines théories, des exodes massifs et des invasions en Eurasie, en particulier celles des Avars depuis la Mongolie jusqu'à Constantinople affaiblie, ainsi que des épidémies et des changements politiques, religieux et sociaux.
Si l'existence d'une perturbation climatique vers 535 est certaine, et si son attribution au volcanisme possède de forts arguments, l'attribution au Krakatoa n'a pas suscité l'unanimité, pas plus que la volonté d'en tirer un très grand nombre de conséquences historiques dans des domaines très variés. Plusieurs objections peuvent en effet être faites aux hypothèses de Keys et Wohletz : leur scénario ne correspond pas au récit le plus courant de création du détroit de la Sonde ni aux observations géologiques pratiquées sur le complexe volcanique du Krakatoa, qui l'attribuent à un graben,. Par ailleurs, comme le reconnaît au demeurant Ken Wohletz, aucun élément tiré de l’analyse géologique ne permet de dater les éruptions du Krakatoa entre -6600 et 1215 : la date de 535 n’est avancée que par rapport aux perturbations climatiques attestées ailleurs sur le globe. Ainsi pour Mike Baillie, dendrochronologue à l’université de Belfast, l’hypothèse de Keys ne s’appuie sur aucune preuve. Les éruptions volcaniques de cette puissance laissent un signal acide typique dans les carottes glaciaires polaires : or selon M. Baillie les carottes prélevées au Groenland, et désormais datées presque à l’année près n’ont révélé aucun signal entre 536 et 545, le signal le plus proche se trouvant durant les années 520. Pour Baillie les perturbations climatiques des années 530 ne seraient donc pas à expliquer par une explosion volcanique mais par une collision cométaire, hypothèse qui reste aussi controversée. Toutefois un signal acide typique de telles éruptions a été retrouvé dans les prélèvements d'une carotte glaciaire antarctique pour l'année 542 plus ou moins dix-sept ans. Le signal a été attribué par les éditeurs de la carotte au volcan Rabaul avec mention de l'hypothèse du Krakatoa. Surtout une publication a récemment montré qu’un signal volcanique existait bel et bien pour 535. Le Krakatau n’est cependant pas le seul candidat à une puissante éruption à cette époque et l’éruption du Rabaul est aussi souvent mise en rapport avec les événements climatiques de 535 et des années suivantes. L’ampleur et l’impact exact de ces événements sont aussi actuellement discutés et parfois difficiles à établir. Si les deux livres contemporains de David Keys et Mike Baillie ont rencontré un certain succès populaire, la réaction de la communauté des historiens a été plus contrastée, plusieurs chercheurs cependant se sont penchés sur les événements climatiques des années 535 et suivantes. Dans son étude des perturbations climatiques des années 530 en mer Méditerranée, Antti Arjava, chercheur à l’université d’Helsinki souligne les faiblesses de spéculations trop générales ou trop simplistes et attire l’attention sur les lacunes et les ambiguïtés des sources disponibles. À partir du cas de l’Égypte apparemment peu touchée, il insiste sur la variabilité régionale et son importance à cette époque et sur la résilience de sociétés habituées aux conséquences des aléas climatiques. Il conclut qu’en elles-mêmes, et sans préjuger de leur lien avec la peste de Justinien — qui ne peut être actuellement prouvé — les perturbations climatiques des années 530-540 ont eu des implications historiques limitées et que l’explication de leur origine est encore très incertaine. La question reste donc actuellement ouverte du point de vue scientifique.

### Observations intermédiaires
Au moins trois explorateurs hollandais rapportent avoir observé des éruptions au Danan et au Perboewatan en mai 1680 et février 1681.
En février 1780, les équipages du HMS Resolution et du HMS Discovery, sur la voie du retour au pays après le décès du capitaine James Cook à Hawaï, font escale quelques jours au Krakatoa. Ils détectent deux anneaux près de l'île, l'un d'eau chaude et l'autre d'eau froide. Ils décrivent les autochtones vivant sur l'île comme « amicaux » et dessinent quelques esquisses. Dans son journal, John Ledyard appelle l'île Cocoterra.
En 1809, les Hollandais établissent un bagne à un endroit non spécifié de l'archipel. Il se maintient pendant environ une décennie.
En 1880, Rogier Verbeek mène une étude officielle de l'île et publie un épais rapport en 1884-1885. Il s'avère très précieux dans la compréhension de l'impact géologique et biologique de l'éruption de 1883.

### Éruption de 1883

#### Prémices
Jusqu'à cette journée fatidique, Krakatoa est une île qui mesure neuf kilomètres de long sur cinq kilomètres de large. Elle est couverte d'une végétation luxuriante typique des régions tropicales humides, mais déjà une activité sismique intense se fait sentir dans la région du volcan, jusqu'en Australie.
Dormant depuis 1681, Perboewatan se réveille le 20 mai 1883 en émettant des panaches de vapeur et de cendres jusqu'à six kilomètres de haut et un son audible jusqu'à Batavia, l'actuelle Jakarta. L'activité décroît pendant quelques semaines, mais, le 19 juin, de nouvelles explosions se produisent, puis le 20 juillet un nouveau cône se forme selon toute vraisemblance entre Perboewatan et Danan. Le 11 août, l'activité gagne encore en intensité avec des panaches s'élevant en pas moins de onze points distincts. Les bateaux continuent pourtant à emprunter le détroit de la Sonde : celui qui passe le 14 août navigue dans l'obscurité pendant quatre heures, tellement les émissions de cendres sont épaisses.

#### Déroulement

Schéma d'une éruption plinienne.

L'éruption paroxystique commence le 26 août 1883 à 13 heures locales (UTC+7) : une violente explosion est entendue à plus de cinquante kilomètres du volcan, suivie d'une autre, encore plus forte vers 14 heures, puis d'une série de détonations sans cesse plus violentes jusque vers 17 heures. L'explosion de 14 heures est accompagnée d'abondantes projections de cendres propulsées jusqu'à plus de vingt-sept kilomètres de hauteur et dont une autre partie retombe, recouvrant tout dans un rayon de 160 kilomètres autour du Krakatoa, plongeant la région dans une nuit totale.
À 10 h 2, le 27 août, survient la plus forte explosion ; le bruit le plus fort entendu par des oreilles humaines est audible dans toutes les Indes orientales néerlandaises bien sûr, mais aussi à Alice Springs dans le centre de l'Australie et à l'île de Rodrigues dans le sud-ouest de l'océan Indien, situées respectivement à 3 500 et à 4 800 kilomètres du Krakatoa. Le bruit de l'explosion est entendu sur environ un douzième de la surface de la terre, ce qui en ferait le phénomène sonore le plus important de l'histoire humaine. Beaucoup de personnes deviennent totalement ou partiellement sourdes sur un rayon de plusieurs dizaines de kilomètres. L'éruption plinienne atteint le niveau 6 sur l'échelle d'explosivité volcanique, développe une énergie correspondant à 13 000 bombes d'Hiroshima et expulse entre 10 et 20 km3 de matière dans l'air. À Batavia, quelques vitrines éclatent, des lanternes à gaz s'éteignent.

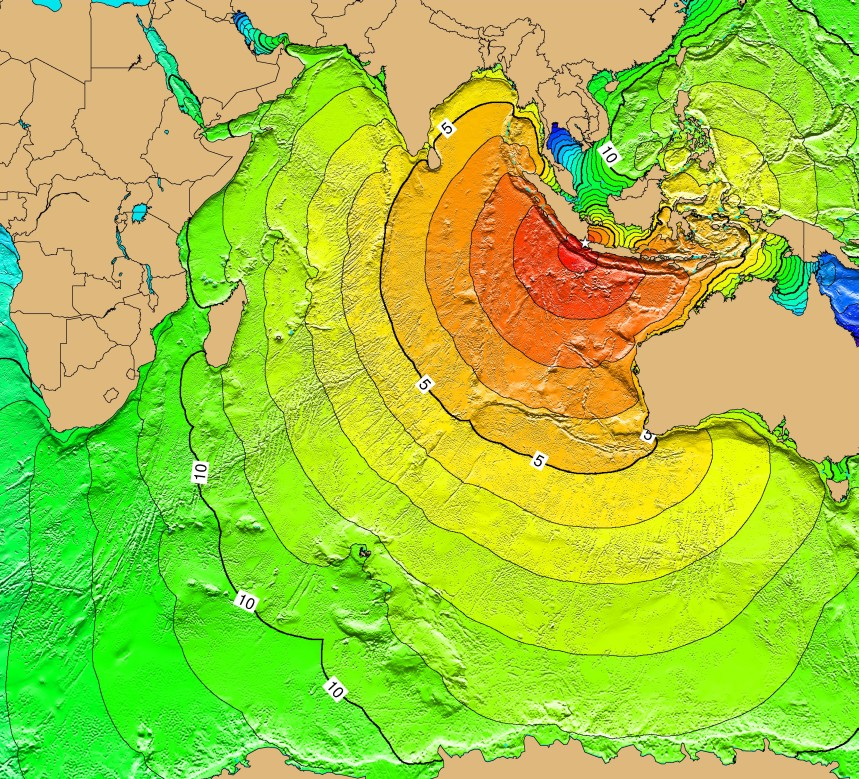
Onde du tsunami généré par l'éruption du Krakatoa en 1883.

Des vagues colossales consécutives à l'effondrement du cratère déferlent à plusieurs reprises les 26 et 27 août sur les côtes de Java et de Sumatra. Dans les régions basses bordant le détroit de la Sonde, tout est balayé, détruit, tordu, emporté. La station balnéaire d'Anyer et son ancien phare, pourtant renforcé de plaques d'acier, sont totalement balayés par le tsunami. À Merak, une vague de quarante-six mètres déferle sur la ville ; quand elle se retire, rien n'indique que l'endroit ait été habité. À Teluk Betung, grand port de la région de Sumatra, l'eau monte de vingt-deux mètres, nivelant tout. Une oscillation anormale des eaux est enregistrée par les marégraphes jusque dans le golfe de Gascogne et dans la Manche à 18 000 kilomètres du lieu de la catastrophe. Elle a probablement été causée par une onde de choc aérienne résultant de l'explosion, car elle s'est produite trop tôt pour être un reliquat du tsunami. Ces ondes de choc ont circulé plusieurs fois autour du globe et sont encore détectables à l'aide de barographes cinq jours plus tard.
Vers midi, une pluie de cendres chaudes s'abat autour de Ketimbang à Sumatra et un millier de personnes sont tuées par ces simples retombées, sans compter les victimes des tsunamis successifs. Cet événement unique serait dû, selon Verbeek et d'autres historiens et scientifiques, à une déflagration latérale ou à une nuée ardente au ras de l'eau similaire à celles de la montagne Pelée en 1902 et du mont Saint Helens en 1980, si bien que le nord-ouest de Ketimbang est épargné grâce à la protection jouée par l'île de Sebesi.
De plus faibles éruptions se déroulent jusqu'à mi-octobre. Verbeek dément les témoignages selon lesquels le volcan aurait été actif des mois après l'explosion principale, en les mettant sur le compte des vapeurs provenant de roches encore chaudes, des glissements de terrain causés par une mousson particulièrement intense et des hallucinations provoquées par des phénomènes électriques. Finalement, aucune nouvelle éruption ne se produit avant 1913 et l'île de Krakatoa a presque entièrement disparu, laissant uniquement le cône éventré de Rakata au sud.

#### Causes de l'éruption
Les causes de la violence de l'éruption font l'objet de quatre théories divergentes. Des chercheurs contemporains ont expliqué que le volcan se serait enfoncé dans la mer au matin du 27 août, laissant de l'eau inonder la chambre magmatique et causant une série d'explosions phréato-magmatiques massives. Ou bien l'eau de mer, sans être directement en contact avec le magma, l'aurait toutefois refroidi et durci provoquant un effet « cocotte-minute », libérant toute l'énergie accumulée seulement au moment où la pression suffisante fut atteinte,. Ces deux théories supposent que l'île s'est affaissée avant les explosions ; pourtant aucune preuve ne vient appuyer cette conclusion et les pierres ponces ainsi que l'ignimbrite déposées ne sont pas compatibles avec une interaction entre du magma et de l'eau de mer. Une autre hypothèse suppose qu'un effondrement sous-marin massif, voire un simple affaiblissement partiel, aurait soudainement ouvert la chambre magmatique hautement pressurisée. La dernière explication affirme que l'explosion finale serait due à un mélange magmatique provoqué par une infusion soudaine de magma basaltique chaud dans le magma plus froid et plus léger de la chambre. Cela aurait provoqué une rapide et insoutenable montée en pression, entraînant une explosion cataclysmique. Les preuves de cette théorie sont l'existence de ponces constituées de matériaux légers et foncés, témoins d'une origine thermique importante. Malgré tout, la quantité de ces matériaux serait inférieure à 5 % du volume en ignimbrite du Krakatoa et pour cette raison certains chercheurs rejettent cette explication comme cause essentielle de l'explosion du 27 août 1883.

#### Conséquences

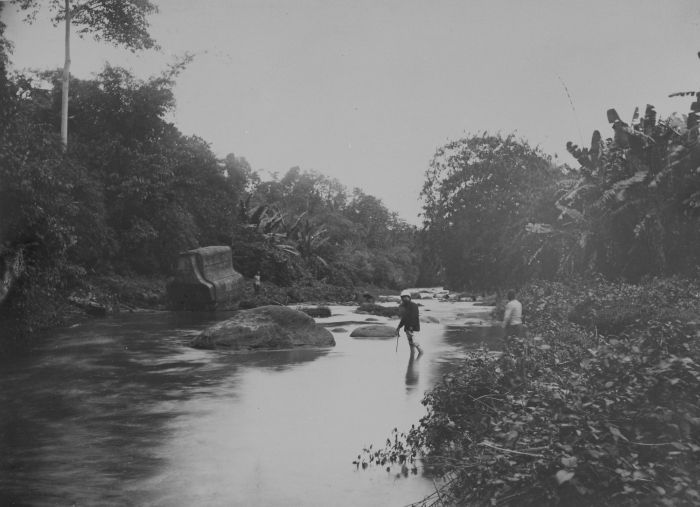
Photographie prise en 1894 de la chaudière du bateau à vapeur Barouw retrouvée après l'éruption dans la rivière Kuripan dans le Sud de Sumatra.

Le bilan humain est lourd : les autorités néerlandaises évaluent le nombre total de victimes à 36 417. C'est l'éruption volcanique la plus meurtrière de l'histoire après celle du Tambora, également en Indonésie, en 1815. De nombreuses colonies sont détruites, y compris Teluk Betung et la majeure partie de Ketimbang à Sumatra, Sirik et Semarang à Java. Les zones de Banten et Lampung sont dévastées. Des documents rapportent la présence de squelettes flottant au travers de l'océan Indien en direction de l'Afrique sur des radeaux de pierres ponces un an après l'éruption. Certaines régions à Java n'ont jamais été repeuplées et sont retournées à la jungle, si bien que le parc national d'Ujung Kulon a été créé, dans un périmètre incluant le Krakatoa et ses eaux.
Les régions touchées sont sous administration des Indes orientales néerlandaises depuis plusieurs années déjà. Le journaliste britannique Simon Winchester écrit que les relations entre les communautés musulmanes et chrétiennes sont très tendues. Les autorités religieuses de l'ouest de Java, en particulier, sous la houlette des sultans, sont très strictes et montrent une hostilité croissante vis-à-vis des colons au cours du XIXe siècle. Persuadés qu'une croisade (Perang Salib) est en cours, ils n'hésitent pas à prôner dans les écoles islamiques (pesantren) le retour des « brebis égarées » de Java et Sumatra dans le giron de l'islam. Dans ces conditions, la situation de désolation qui suit l'éruption catalyse le déclenchement dans les zones touchées d'une vague meurtrière anti-occidentale par les fondamentalistes musulmans, une des toutes premières de l'histoire. Les spécialistes de l'islam indonésien ne citent rien à ce sujet et ces affirmations pourraient comporter de nombreuses inexactitudes. En effet, à l'époque, il n'y avait pas de « communauté chrétienne » dans l'ouest de Java, si ce n'est la petite population européenne des villes. Il n'y avait pas de colons mais des fonctionnaires coloniaux néerlandais. En outre, traditionnellement à Java, il n'y a pas d'autorités religieuses mais des kyai, c'est-à-dire des maîtres en religion. Enfin, il n'y avait déjà plus de sultan dans l'ouest de Java depuis la dissolution du sultanat de Banten en 1813.
Le panache de cendres volcaniques est monté à quatre-vingts kilomètres dans l'atmosphère et a répandu suffisamment de particules pour abaisser la température mondiale moyenne de 0,25 °C l'année suivante, avec une amplitude approximative de 0,18 à 1,3 °C. Les modèles climatiques continuent à être chaotiques durant quelques années, et les températures ne reviennent à la normale qu'après 1888. L'éruption a émis une quantité inhabituelle de dioxyde de soufre haut dans la stratosphère tout autour de la planète. La concentration d'acide sulfurique a augmenté dans les cirrus, augmentant l'albédo des nuages et la réflexion des rayons solaires incidents jusqu'à ce qu'il retombe en pluies acides. Ces poussières sont également à l'origine des couchers de soleil flamboyants, puis rouge lie-de-vin qui inspirèrent nombres d'artistes, comme William Ashcroft (en) avec ses centaines de chromolithographies ou Edvard Munch avec Le Cri en 1893,, ainsi que des colorations vives inhabituelles de la lune comme à Londres. Dans plusieurs villes des États-Unis, des lueurs rougeoyantes sont prises pour des incendies et l'on fait appel aux pompiers. Ces phénomènes de nuages noctulescents essentiellement composés de glace sont provoqués par la diffraction de la lumière par les particules de lave pulvérisée montées dans la stratosphère et se manifestent pendant environ trois ans. Ceci engendre également le phénomène appelé anneau de Bishop, un halo visible autour du Soleil et de la Lune, qui sera pour la première fois officiellement rapporté par le révérend S. Bishop à Hawaï le 5 septembre 1883.
Cependant l'éruption a aussi des effets bénéfiques sur l'environnement local. Un an seulement après le cataclysme, de l'herbe pointe déjà sur les bouts d'îlots épargnés. Deux ans plus tard, vingt-six espèces de plantes y poussent, et, en 1924, ces fragments de terre sont recouverts d'une forêt dense. Les régions proches comme Lampung, presque stériles avant l'éruption, deviennent très fertiles. Cela attire une population importante. On estime par ailleurs que cette éruption a permis la survie du rhinocéros de Java.

### L'enfant du Krakatoa

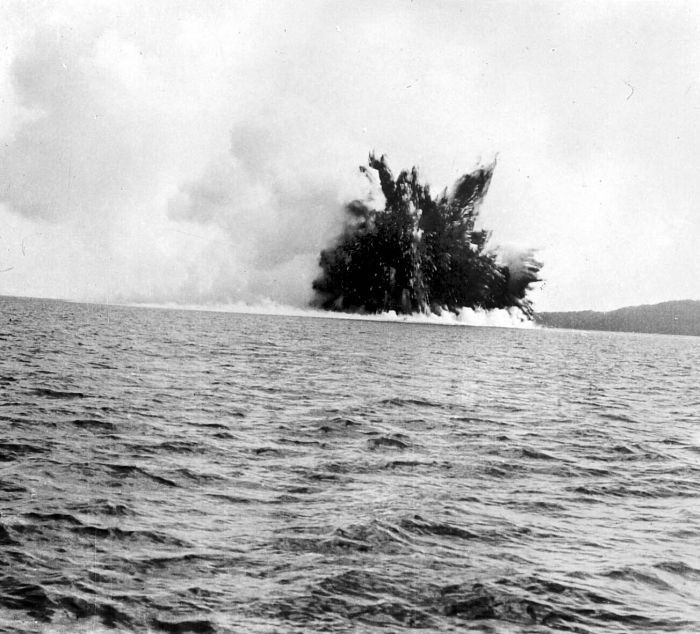
Panache surtseyen lors de l'éruption de 1927-1928 du volcan qui a vu l'émersion de l'Anak Krakatoa.

Verbeek, dans son rapport sur l'éruption, prédit que toute nouvelle activité se manifestera dans la zone comprise entre les anciens cônes de Perboewatan et Danan. Cette prédiction s'avère juste puisqu'en 1927 des signes d'éruption sous-marine surtseyenne sont observés par un réseau de scientifiques à cet endroit, tandis que la population est mise à l'abri par crainte de la retombée des blocs qui sont propulsés à 1 200 mètres d'altitude. Quelques jours plus tard, une nouvelle île volcanique, Anak Krakatau (l'« enfant de Krakatoa »), émerge de 9 mètres au-dessus de la surface. Initialement, les éruptions sont constituées de ponces et de cendres, et l'île, ainsi que deux bancs, sont rapidement érodés ; mais finalement Anak Krakatau gagne rapidement sur la mer en raison de la quantité et de la vitesse d'émission des matériaux pour se stabiliser en août 1930.
Depuis lors, plus de quarante éruptions se sont succédé, la dernière étant en cours depuis le 18 juin 2018, et ont progressivement fait grandir l'île à un rythme moyen de cinquante centimètres par mois. Le premier cône atteint 67 mètres d'altitude en 1933 et 138 mètres en 1950 mais, à cause de l'érosion, il s'ouvre à plusieurs reprises à la mer entre ces deux dates. Par la suite, un second cône commence à apparaître, au fond du lac ainsi formé à l'intérieur du cratère, correspondant au remplacement progressif des émissions de cendres par des coulées de lave qui finissent par combler le lac et rendre plus résistants les flancs du volcan à l'érosion. En 1960, le nouveau cône atteint 30 mètres, puis 160 mètres en 1968 et 181 mètres en 1977. Au début de 2018, il est haut de plus de 300 mètres pour trois à quatre kilomètres de diamètre, Anak Krakatau offre d'exceptionnels sujets d'études aux volcanologues et aux botanistes.
Le 3 octobre 2011, l'Anak Krakatoa émet un nuage de cendres de plus de deux kilomètres de haut, présageant d'un regain éruptif. Le nombre de secousses croissant approchait les 6 000 par jour en fin de semaine.
Le 22 décembre 2018, à la suite d'une éruption débutée au cours de l'été précédent, un regain d'activité de l'Anak Krakatoa induit un glissement de terrain sous-marin qui provoque un tsunami dans le détroit de la Sonde. Le 25 décembre, les autorités dénombrent 429 morts et plus d'une centaine de disparus sur les îles de Java et de Sumatra,. La hauteur du volcan est réduite de 338 mètres de hauteur à 110 mètres et deux km² de l'île volcanique où se trouve l'Anak Krakatoa se sont engloutis dans les flots. L'Agence indonésienne de vulcanologie évalue qu'entre 150 et 180 millions de m³ de rochers et de cendres sont tombés dans la mer. Une nouvelle phase éruptive s'est déclenchée le 10 avril 2020,,.
Le 24 avril 2022, une éruption projette un nuage de cendres de 3 000 mètres de haut.

### Risques futurs

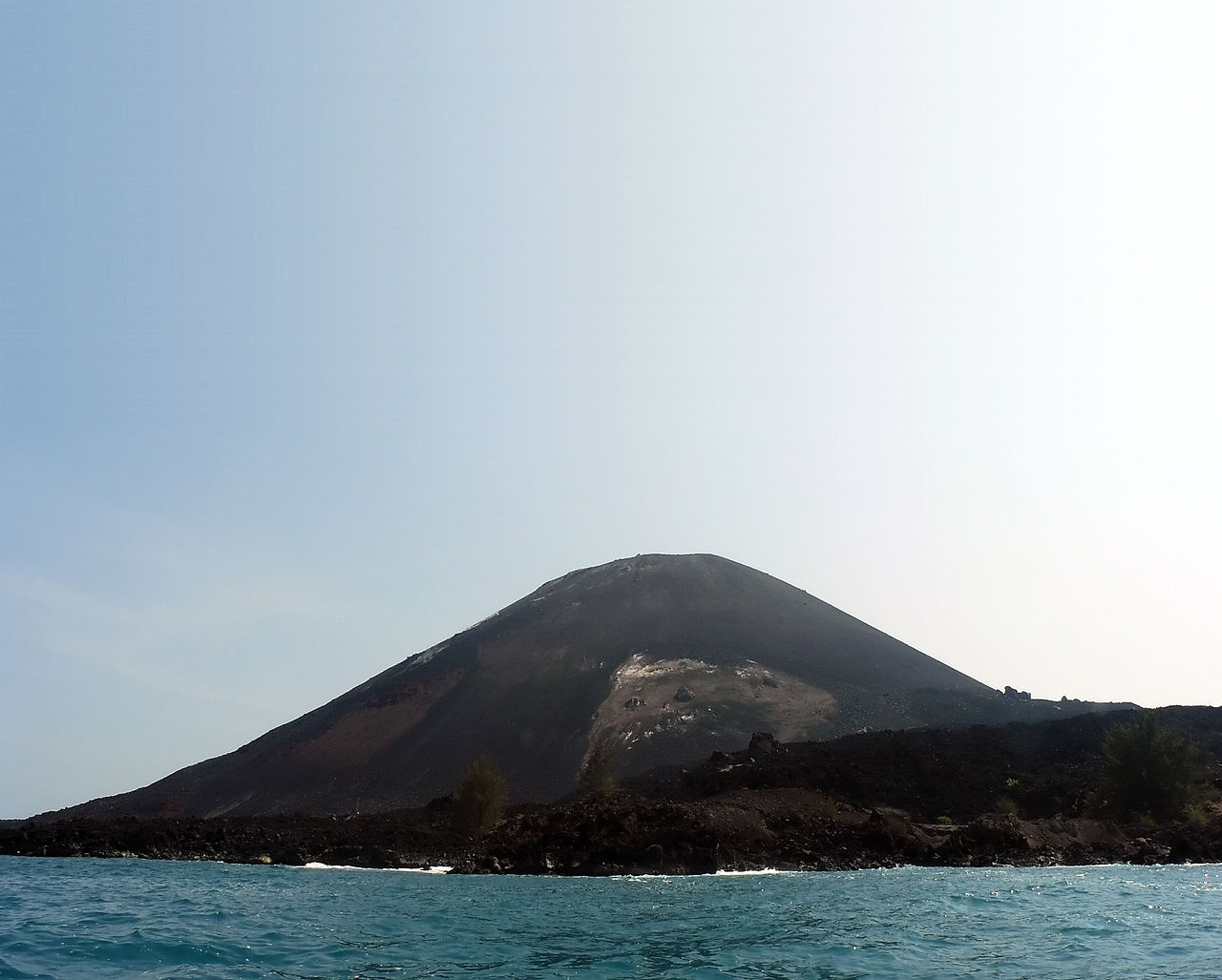
L'Anak Krakatau le 21 septembre 2007.

Le Krakatoa est surveillé par le Krakatoa Volcano Observatory, à Carita, sur la côte ouest de l'île de Java. Un réseau de stations suit constamment le volcan. Quatre stations permanentes sont installées sur l'archipel dont trois sur l'Anak Krakatau et enregistrent des données sur les secousses telluriques, sur la déformation du terrain par GPS, sur les variations du niveau de la mer, sur les émissions de gaz, sur les ondes électromagnétiques et sur le climat. Trois stations sismologiques temporaires complètent le dispositif sur Krakatau, Panjang et Sertung. Ce complexe communique des télémesures à l'observatoire à Carita. De plus, six autres stations temporaires mesurent les séismes autour du détroit de la Sonde. Les données collectées permettent d'évaluer la probabilité d'une catastrophe imminente. Un des facteurs déterminants est la quantité de silice présente dans le magma que les volcanologues mesurent dans les échantillons d'éjectas. Plus la teneur en silice est importante, plus le magma devient visqueux, plus les gaz ont du mal à s'échapper et la pression augmente. Lorsqu'elle est finalement trop forte, le volcan explose violemment, libérant une grande quantité de matière et en particulier la silice, entamant un nouveau cycle. Le Krakatoa suit naturellement ce modèle.
Par sa situation, le Krakatoa pose de réels risques pour les populations côtières de Java et de Sumatra et pour le trafic économique transitant par les importantes routes maritimes à travers le détroit. La densité de population en Indonésie est relativement élevée, particulièrement dans cette région où elle dépasse cent habitants par kilomètre carré en moyenne dans les zones peuplées. Dans un rayon de cinquante kilomètres autour du volcan la population s'élève déjà à près de 275 000 habitants et atteint 5,8 millions dans un rayon de cent kilomètres. La population indonésienne est donc particulièrement vulnérable et le faible indice de développement humain du pays rend critique la question de la destruction des infrastructures, de l'approvisionnement alimentaire et des exodes, maux inévitablement engendrés par une éruption de grande ampleur. Le relief qui peut protéger par endroits la population des retombées directes pouvant être produites par les nuées ardentes, peut aussi favoriser localement des glissements de terrain. Mais comme le prouve l'éruption de 1883, le principal risque est lié aux tsunamis, menaçant les installations portuaires à l'est et les régions touristiques au sud. En effet, Java et Sumatra pourraient être touchées en moins d'une heure. Dans les zones préservées, la mangrove et les récifs coralliens protègent naturellement la côte tandis que dans les zones urbanisées des projets de brise-vagues sont envisagés.

## Activités

### Études scientifiques
Dans le domaine de la biologie, le « problème Krakatoa » consiste à déterminer si les îles furent totalement stérilisées par l'éruption de 1883 ou si des traces de vie survécurent,. Lorsque les premiers chercheurs atteignent les lieux en mai 1884, la seule espèce qu'ils trouvent est une araignée dans une crevasse sur le versant sud du Rakata. Toutefois, la vie recolonise rapidement les îles : le versant oriental est re-végétalisé par des arbres et des arbustes, probablement transportés sous forme de graines par les courants marins ou relâchés dans les fientes d'oiseaux. Le milieu reste fragile et la végétation des différentes îles a été gravement affectée, à plusieurs reprises, par les éruptions récentes.

### Industrie minière
En octobre 1916, un Allemand du nom de Johann Handl obtient un permis de prospection minière pour extraire des ponces. Sa concession couvre une superficie de 8,7 km2, correspondant grossièrement à la moitié orientale de l'île de Krakatoa, pour une durée de trente ans. Il occupe le versant méridional du Rakata environ quatre ans lorsqu'il est contraint de renoncer à son activité en raison d'une violation des termes de l'accord. Entretemps, il a construit une maison et planté un jardin avec quatre familles européennes et environ trente coolies. Il semblerait qu'il ait également introduit involontairement le rat noir. Il a découvert, en creusant, la présence de bois non brûlé en dessous des dépôts de cendre de 1883, ainsi que d'eau douce à cinq mètres de profondeur.

### Tourisme
La côte occidentale de Java est devenue une zone balnéaire très appréciée des Jakartanais aisés, qui viennent y passer le week-end. Krakatoa est une excursion qui fait partie de leurs activités. Le point de départ est le port de Labuan, mais on peut également s'y rendre depuis les stations balnéaires d'Anyer et Carita.
Les îles Krakatau sont un lieu de pratique de la plongée sous-marine.

### Protection environnementale
Après le départ de Handl, la partie occidentale de l'île de Krakatoa ainsi que Verlaten sont classées monument national en juillet 1919. La partie orientale est ajoutée en 1925 et les îles sont incluses dans la réserve d'Ujung Kulon, établie en 1921 à la pointe ouest de Java. En 1980 elle est élevée au statut de parc national, s'étalant sur une superficie de 1 206 km2 dont 443 km2 marins. Un différend, basé sur le fait que l'archipel ne pouvait pas à la fois être administré par les autorités de la province de Lampung à Sumatra et dépendre d'un parc javanais, a conduit à la création en 1990 d'une réserve séparée au sein du parc. Elle est surveillée par des gardes installés sur l'île de Sertung, bien que depuis 1996 ils soient privés de bateau pour patrouiller de façon permanente. Enfin, en 1992, le parc est classé au patrimoine mondial de l'UNESCO,. Les derniers rhinocéros de Java, dont la population est estimée à moins de soixante individus, ont trouvé refuge dans le parc mais restent absents du Krakatoa, beaucoup plus au large,.

## Le Krakatoa dans la culture

### Littérature
- Les vingt-et-un ballons (The Twenty-One Balloons) de William Pène du Bois raconte l'histoire d'un scientifique de San Francisco qui entreprend un voyage autour du monde en montgolfière en 1883. Des oiseaux percent son ballon et il chute dans les eaux de l'archipel du Krakatoa. Alors qu'il nage vers la côte, il aperçoit un village de 80 habitants. Ils forment une société secrète qui s'enrichit en extrayant des diamants des mines du volcan. Lorsqu'il explose le 27 août 1883, les 81 personnes s'entassent sur une plateforme accrochée à 20 montgolfières et survolent le monde, avant de sauter en parachute. Ce roman a obtenu la médaille Newbery en 1948.
- Ned Curzon, le personnage principal du roman Les Clowns de l'Éden (The Computer Connection) d'Alfred Bester, devient immortel en « mourant » sur l'île lors de l'explosion de 1883 (les héros du livre sont des immortels qui le sont devenus en « mourant » tout d'abord de mort violente).
- Dans le chapitre 3b de La Jeunesse de Picsou (Life and Times of Scrooge McDuck, 1998) de Don Rosa, intitulé Le Cow-boy capitaine du Cutty Sark, Balthazar Picsou surmonte le tsunami causé par l'éruption du Krakatoa.
- Le nom de l'île fantastique et personnage Krakoa, faisant parfois office d'ennemi mais plus récemment d'éden abritant la population mutante dans la série de comic books X-Men, vient directement du volcan Krakatoa[74].
- La trilogie Stone (1999-2001) de l'auteur fantastique Graham Edwards commence par l'éruption du Krakatoa.
- Dans le roman Chants de la Terre lointaine (Songs of Distant Earth) d'Arthur C. Clarke un volcan géant nommé Krakan rentre en éruption. Il existe aussi un plus petit volcan, l'Enfant de Krakan.
- Un poème d'Aimé Césaire, Corps perdu, s'ouvre sur « Moi qui Krakatoa » : le poète s'identifie régulièrement à un volcan et se qualifie lui-même de « péléen », adjectif issu du nom d'un autre volcan, cette fois martiniquais : la montagne Pelée. Le volcan est une des images préférées de Césaire car son éruption est à la fois destructrice et créatrice (enfantement d'une île par le volcan)[75].
- Stéphane Audeguy évoque l'éruption du Krakatoa dans son roman La Théorie des nuages, Gallimard, 2005.
- Dans le roman Le Retour des Tigres de Malaisie - Plus anti-impérialistes que jamais (2012) de Paco Ignacio Taibo II, Sandokan est confronté au tsunami déclenché par l'éruption du Krakatoa.
- Le roman Mortel Sabbat de Douglas Preston et Lincoln Child prend l'origine de la tragédie sur laquelle enquête l'inspecteur Pendergast dans l'éruption de 1883 du Krakatoa[76].

### Cinéma et télévision
- Krakatoa à l'est de Java (Krakatoa, East of Java) est un film américain de 1969 mettant en scène Maximilian Schell, Diane Baker et Brian Keith sur fond d'éruption du Krakatoa en 1883. Le volcan se situe en réalité à l'ouest de Java, contrairement au Tambora. Les réalisateurs, avertis de l'erreur, ont toutefois jugé qu'il n'était pas nécessaire de changer le titre car il faisait selon eux plus « exotique », même si, plus tard, il a été rebaptisé Volcano. Le film a fait l'objet d'une adaptation romanesque par Michael Avallone sous le titre original.
- Dans l'épisode Inferno de la série Doctor Who, le Docteur indique qu'il aurait entendu le son de l'explosion. Dans l'épisode Rose, une esquisse datant de 1883 retrouvée sur la côte montre le docteur face au volcan.
- Dans l'épisode 6 Le volcan tragique de la série télévisée Au cœur du temps, Tony et Doug essaient de convaincre un scientifique que le volcan va bientôt entrer violemment en éruption.
- Selon certaines hypothèses, le Krakatoa a été envisagé comme une localisation possible de l'île de Lost : Les Disparus. Elles ont gagné en popularité au moment où le site web de marketing viral find815.com a accordé du crédit au fait que l'île pouvait être située quelque part dans les environs du détroit de la Sonde[77].

### Musique
- Le Krakatoa est évoqué par le groupe de new wave The B-52's dans la chanson Lava, sur son premier album en 1979.
- Le groupe français Indochine fait référence au Krakatoa dans son morceau intitulé À l'Est de Java.

### Filmographie
- Krakatoa, court métrage américain de 1933, qui a valu un Oscar du meilleur court métrage pour la nouveauté au producteur Joe Rock. (en) Awards for Krakatoa (1933) sur imdb, consulté le 9 juin 2008.
- L'incroyable catastrophe, documentaire britannique de 1999, réalisé par Gary Johnstone, David Wright et Jeremy Freeston.
- Krakatoa : L'éruption du siècle, documentaire britannique de 2005, réalisé par Jeremy Hall.
- Krakatoa : les derniers jours, docufiction britannique, sud-africain et indonésien produit par la BBC en 2006 et réalisé par Sam Miller et Colin Heber-Percy, avec Darrell D'Silva, Olivia Williams, Rupert Penry-Jones, Ramon Tikaram, Bill Flynn et Janine Wood, et diffusé pour la première fois en France le 17 mai 2007.